# Australische reuzenskink
De Australische reuzenskink (Bellatorias major) is een hagedis uit de familie skinken (Scincidae).

## Naam
De soort werd voor het eerst wetenschappelijk beschreven door John Edward Gray in 1845. Oorspronkelijk werd de naam Tropidolepisma major gebruikt. Later werd de soort tot het geslacht reuzengraafskinken (Egernia) gerekend. De verouderde wetenschappelijke naam Egernia major wordt in de literatuur nog veel gebruikt.
In de Engelse taal wordt vaak de naam 'land mullet' (land-mul) genoemd naar de visachtige structuur van de schubbenhuid. In de Duitse taal wordt verwezen naar de lichaamsgrootte en wordt de hagedis aangeduid met riesen-stachelskink.

## Uiterlijke kenmerken
De Australische reuzenskink is een van de grootst bekende skinken, de maximale kopromplengte bedraagt ongeveer 30 centimeter exclusief de staart. De staart is 1,2 keer de lichaamslengte zodat de totale lengte meer dan 70 cm kan bedragen.
De hagedis heeft een dikke hals, een korte kop en gespierde ledematen. Het lichaam is bedekt met glanzende, gladde schubben. De huidkleur van de volwassen dieren is uniform van kleur en is zeer donkerbruin tot zwart aan de bovenzijde van de kop, lichaam en staart, de onderzijde is lichter tot geel of witgeel tot oranje. Juvenielen hebben kleine ronde witte vlekken aan de flanken en hebben een rode snuitpunt en een gele keel. Deze kleurpatronen verdwijnen naarmate de dieren ouder worden.

## Levenswijze
Het voedsel van deze terrestrische hagedis bestaat hoofdzakelijk uit plantendelen en paddenstoelen. Daarnaast worden insecten en kleine gewervelden gegeten. Deze maakt de skink altijd buit in de buurt van een veilige schuilplaats. Het dier neemt vaak een zonnebad op onbegroeide plaatsen.
De skink is eierlevendbarend, er worden geen eieren afgezet maar de jongen komen direct ter wereld. Een legsel bestaat meestal uit 6 jongen, die enige tijd bij het moederdier blijven.

## Verspreiding en leefgebied
Deze soort komt endemisch voor in Australië en is aangetroffen in de staten New South Wales en Queensland.
De habitat bestaat uit vochtige wouden en (groenblijvende) sclerofylle bossen. De skink is een bodembewoner die overdag actief is en jaagt in de strooisellaag. Het is een schuwe soort die altijd dicht bij zijn schuilplaats blijft en bij verstoring snel in het struikgewas schiet. De schuilplaats bestaat uit holen, holle houtblokken of tussen de wortels van bomen. In sommige parken zijn de skinken echter aan mensen gewend en kunnen worden benaderd, ze eten de restjes die bezoekers achterlaten.